# Dani Güiza
Daniel González Güiza (* 17. srpen 1980, Jerez de la Frontera) je španělský fotbalový útočník v současnosti za klub Atlético Sanluqueño, hrající třetí nejvyšší španělskou soutěž. Ve věku 27 let si udělal jméno, když byl korunován nejlepším střelcem La Ligy, když hrával za Mallorcu. Následně pomohl španělskému národnímu týmu vyhrát Euro 2008 a krátce nato podepsal s tureckým klubem Fenerbahçe.
Mimo Španělska hrál v Turecku, Malajsii a Paraguayi.

## Klubová kariéra
Svoji kariéru započal v týmu Xerez, ve kterém fotbalově dospěl. Ve španělské Primera División se poprvé objevil v týmu RCD Mallorca, ovšem zůstal ve stínu tehdejších útočníků Samuela Eto'o a Alberta Luqueho a na hřiště se dostal téměř nedostal. A tak odešel na hostování. Nejprve do Atlética Dos Hermanas, hrající v té době třetí nejvyšší soutěž, kde hrával pravidelně a taky se zde často střelecky prosazoval.
Po jeho návratu zpět do Mallorcy se však nic nezměnilo a po sezóně 2001/02 odešel znovu hostovat, tentokrát do prvoligového klubu Huelva. Tady však nedostával příležitosti, tak brzy odešel na další hostování, do rezervního týmu Barcelony. Zde se jeho kariéra obrátila směrem k lepšímu a v jeho dalším týmu, druholigovém Ciudad de Murcia, kam přestoupil natrvalo, rozstřílel se a vstřelil 38 branek během dvou sezon.
Díky tomu dostal nabídku od prvoligového Getafe, tam se odvděčil vstřelením 20 gólů v 61 zápasech. Po sezóně 2006/07 se opět vrátil do Mallorky, které svými 27 góly pomohl k 7. místu v tabulce a stal se nejlepším střelcem španělské Primera División.
Po této vydařené sezóně dostal svoji první šanci v zahraničí, vybralo si jej turecké Fenerbahce. Zde se mu vydařil start sezóny, když v prvních dvou zápasech vstřelil 4 branky, poté jakoby mu zvlhl střelný prach a další gól přidal až v březnu dalšího roku. V klubu odehrál za dvě sezóny téměř stovku zápasů, ve všech soutěžích, pak se však vrátil opět do Španělska, kde další dvě sezóny odehrál v dresu jeho bývalého klubu, Getafe. Během roku 2013 poprvé okusil i mimoevropský fotbal, když hostoval v Malajském Johoru FC.
Po návratu z hostování znovu opustil svou rodnou zem a odešel do klubu Cerro Porteño v Paraguayi. S týmem se mu povedlo vyhrát Paraguayskou Primera División a zahrál si i v Poháru osvoboditelů, obdoba evropské Ligy mistrů, konající se v Jižní Americe a Mexiku. Po poměrně úspěšných třech letech v klubu se opět stěhoval, tentokrát do jeho rodné Andalusie, konkrétně do třetiligového Cádizu. Zde vstřelením 13 branek v první sezóně pomohl týmu postoupit do Segunda División, zde si však, i kvůli zranění, moc nezahrál.
Od sezóny 2018/19 hraje své zápasy v dresu třetiligového klubu Atlético Sanluqueño.

## Reprezentační kariéra
Díky své skvělé formě si vybojoval i pozvánku reprezentace.
V A-mužstvu Španělska přezdívaném La Furia Roja debutoval 21. 11. 2007 v kvalifikačním zápase proti týmu Severního Irska (výhra 1:0).
Byl nominován na EURO 2008. Na tomto turnaji pomohl dvěma góly Španělsku v zápasech s Řeckem v základní skupině a s Ruskem v semifinále k celkovému vítězství.
Celkem odehrál v letech 2007–2010 za španělský národní tým 21 zápasů a vstřelil 6 branek.

## Osobní život
Güizovým agentem je jeho přítelkyně Nuria Bermudezová, se kterou má také syna Dana.